# Rue Vergniaud (Paris)
Pour les articles homonymes, voir Rue Vergniaud.
La rue Vergniaud est une voie du 13e arrondissement de Paris située dans le quartier de la Maison-Blanche.

## Situation et accès

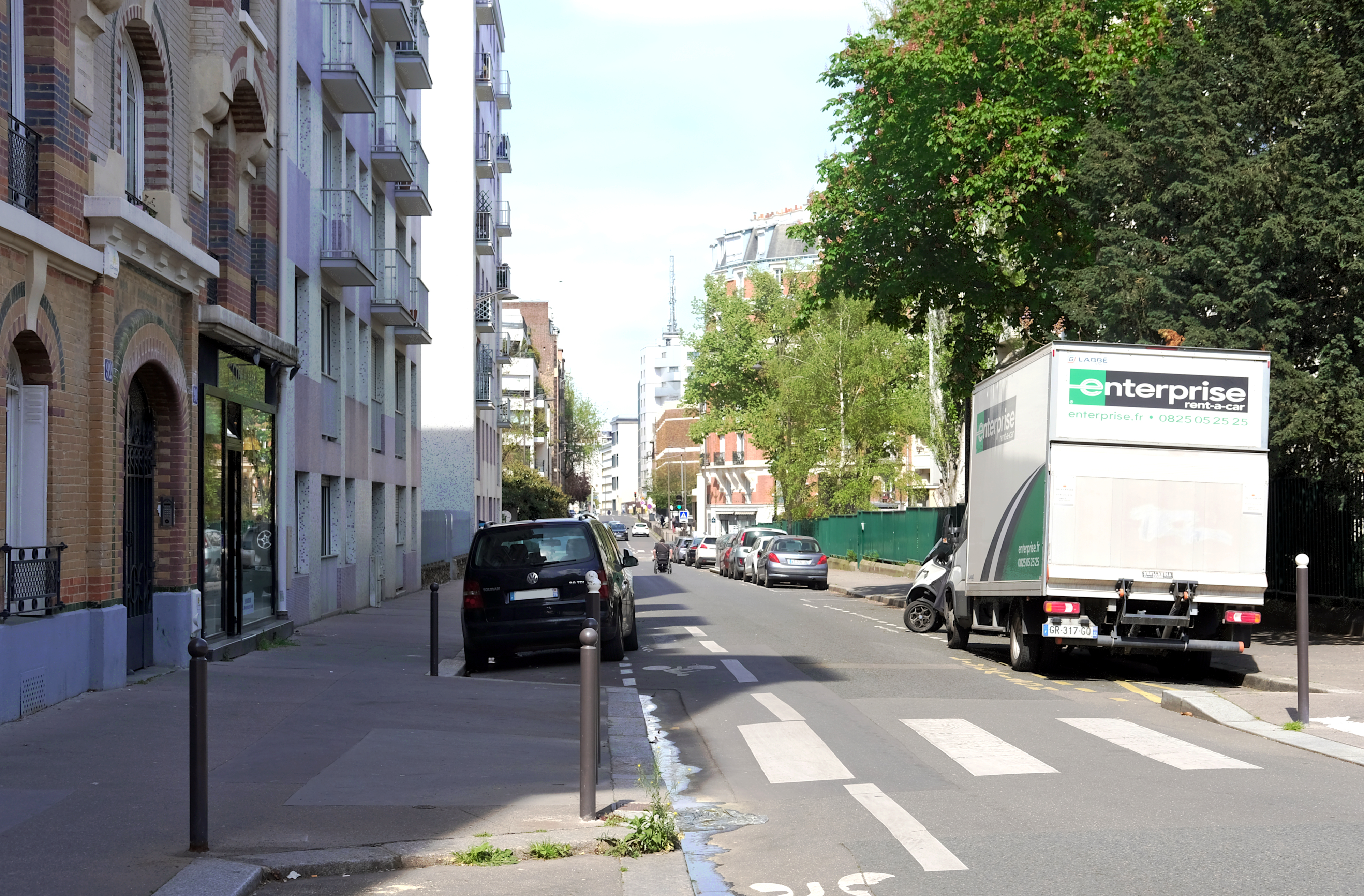
La rue Vergniaud en 2024 vue depuis la rue Auguste-Lançon.

La rue Vergniaud est desservie à proximité par la ligne 6 à la station Glacière.

## Origine du nom

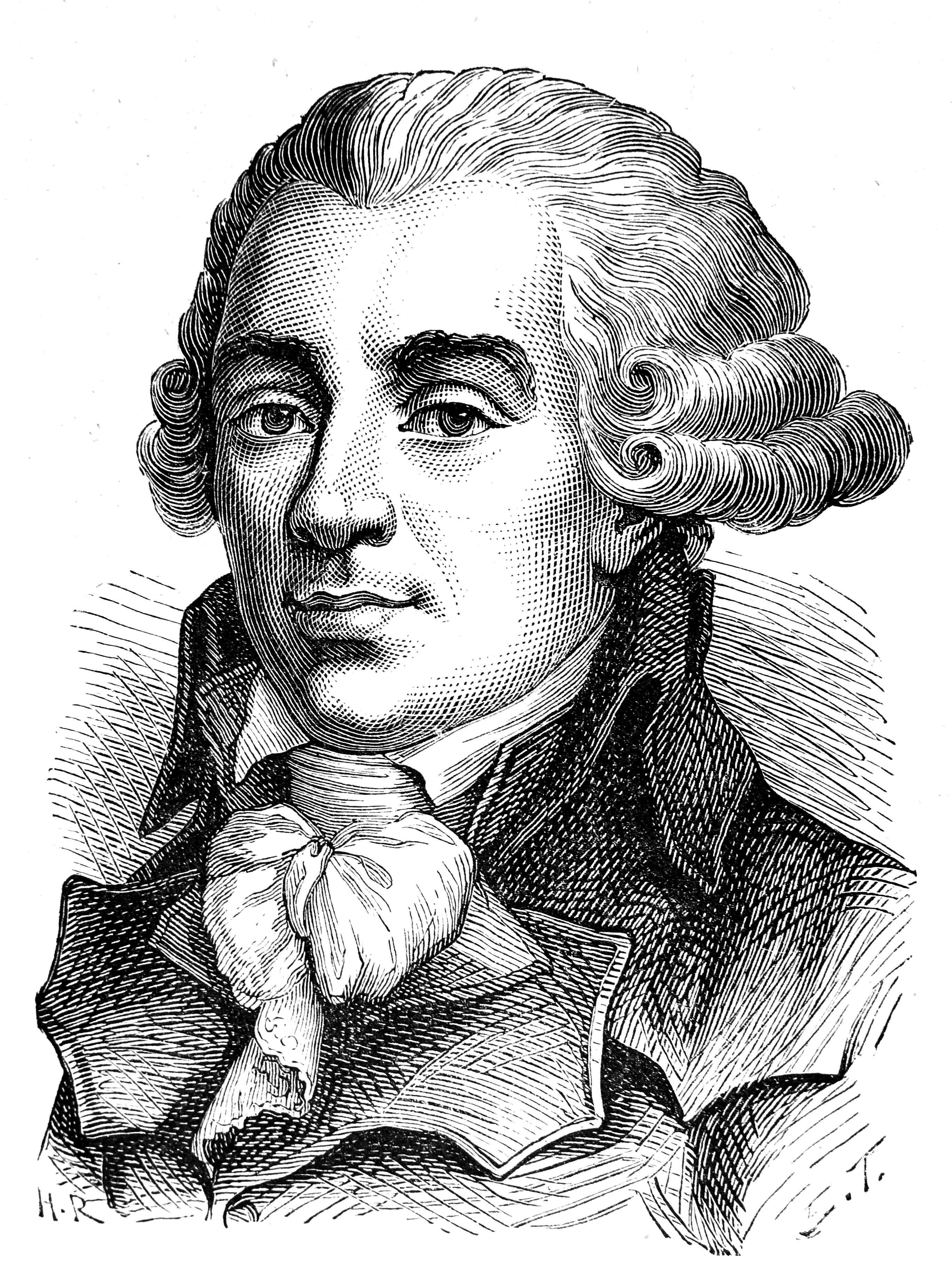
Portrait de Pierre-Victurnien Vergniaud.

La rue porte le nom du député girondin, membre de la Convention Pierre Victurnien Vergniaud (1753-1793).

## Historique
La rue Vergniaud, amorcée vers 1893 sous le nom de rue Pascal, est ouverte en 1895 dans le prolongement de la rue Vulpian créée à la même époque. Elle prend son nom actuel en 1894.
Elle est située à l'emplacement de prairies inondables entre deux bras de la Bièvre. La rivière fut couverte vers 1885 au sud de la rue de Tolbiac, en 1898 de cette rue au boulevard Auguste-Blanqui . La vallée fut ensuite remblayée après expropriations des anciens propriétaires. La rue est située de 9 à 11 mètres au-dessus du niveau originel de la vallée ce qui permet un croisement à niveau avec la rue de Tolbiac qui était établie sur un viaduc à son ouverture en 1875.
En 1973, Jacques Mesrine est arrêté dans son appartement de la rue Vergniaud par le commissaire Robert Broussard.

## Bâtiments remarquables et lieux de mémoire
- Le premier temple du culte antoiniste en France, datant de 1913, à l'angle de la rue Vergniaud et de la rue Wurtz.
- L'École nationale supérieure des télécommunications (Télécom Paris), désormais transférée à Palaiseau, sur le plateau de Saclay, a possédé une entrée au n° 49 de la rue, de 1934 à 2019.
- Au no 59 se trouvait autrefois le "home des invalides belges", ultérieurement confié à la Fondation de la France libre, qui le louait à la mairie de Paris ; il a été transféré en octobre 2015 au 16, cour des Petites-Écuries Paris 10e. L'immeuble accueille depuis le 10 décembre 2016 un « foyer d’hébergement » de 59 places géré par La Mie de pain, censé accueillir, d'après la direction, des « femmes sans domicile fixe, vieillissantes et sans enfants[4] ».
- Au n° 82, C'est dans un appartement du 82 de la rue Vergniaud que Jacques Mesrine, alors en cavale, est arrêté par le commissaire Broussard. Nous sommes le 28 septembre 1973, le lendemain de ses deux braquages de banque rue Barbès à Paris et jour de la mort de l'humoriste Fernand Raynaud. Lors de cette arrestation, quasi inédite, Jacques Mesrine invite le commissaire à trinquer une coupe de champagne, cigare aux lèvres. La perquisition policière permet de trouver de nombreux billets, et en quantité non négligeable, des armes (une mitraillette, des fusils à canons sciés, de nombreux pistolets et révolvers et des munitions). Jacques Mesrine, n’est pas arrêté seul, car se trouvait avec lui dans ces deux pièces situées au 2e étage avec balcon, sa compagne canadienne qu'il appelait "Joyce", Jocelyne Deraiche.
- Le siège de la Fédération Force ouvrière de la chimie (Fédéchimie) est implanté au no 60.

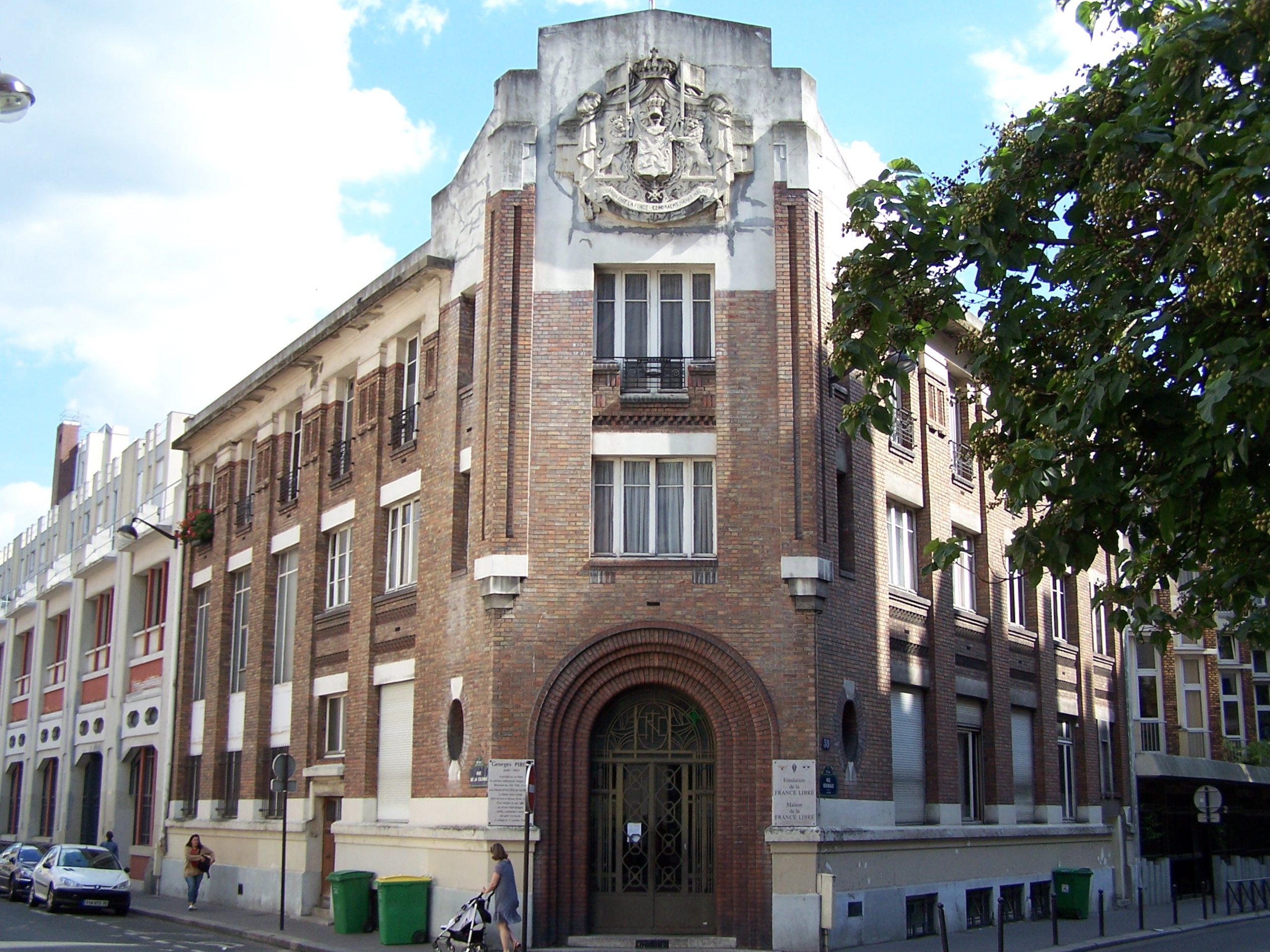
Ancien bâtiment de la Fondation de la France libre.
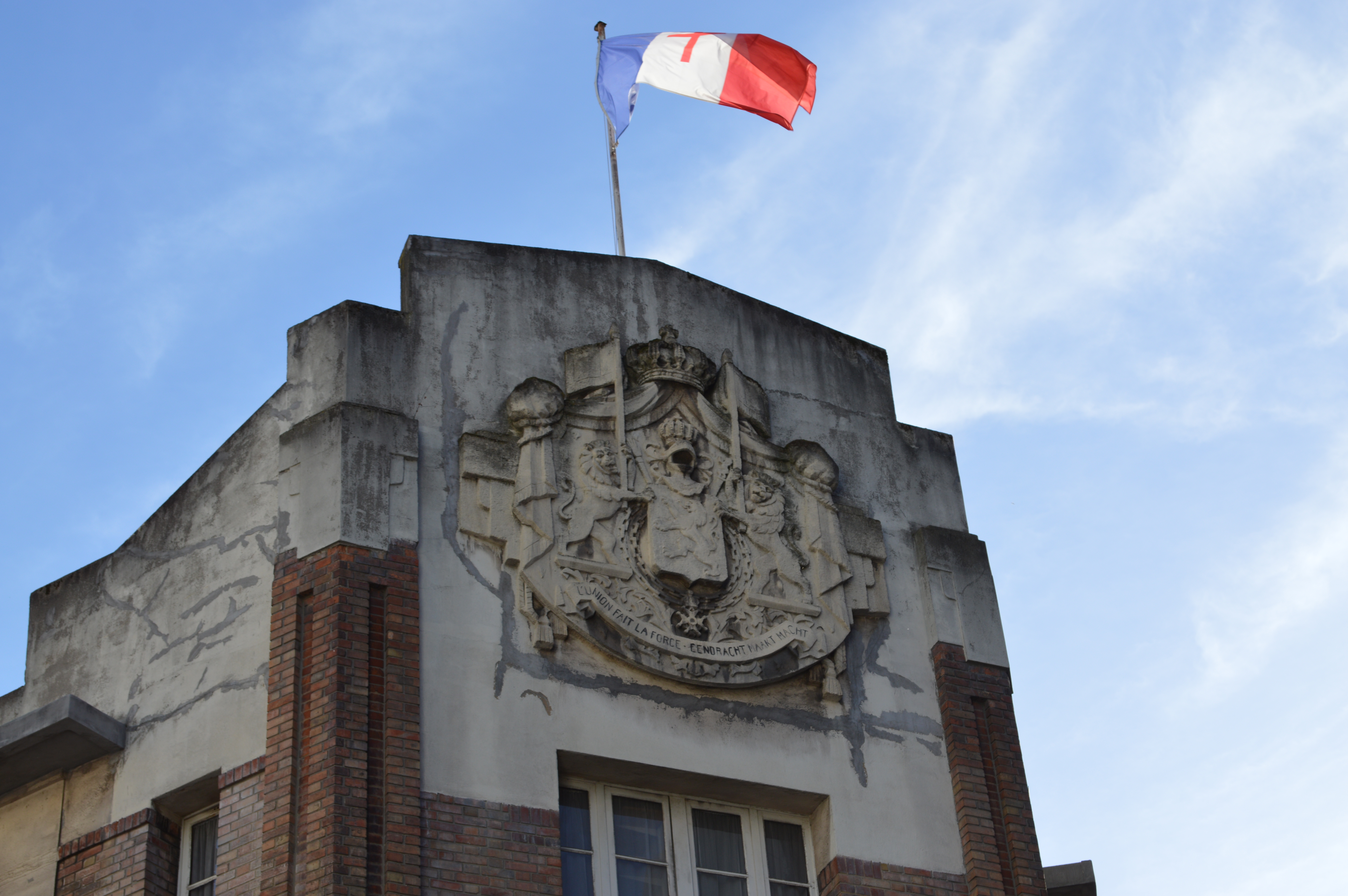
On retrouve les armoiries de la Belgique en haut de la façade du siège de la fondation.
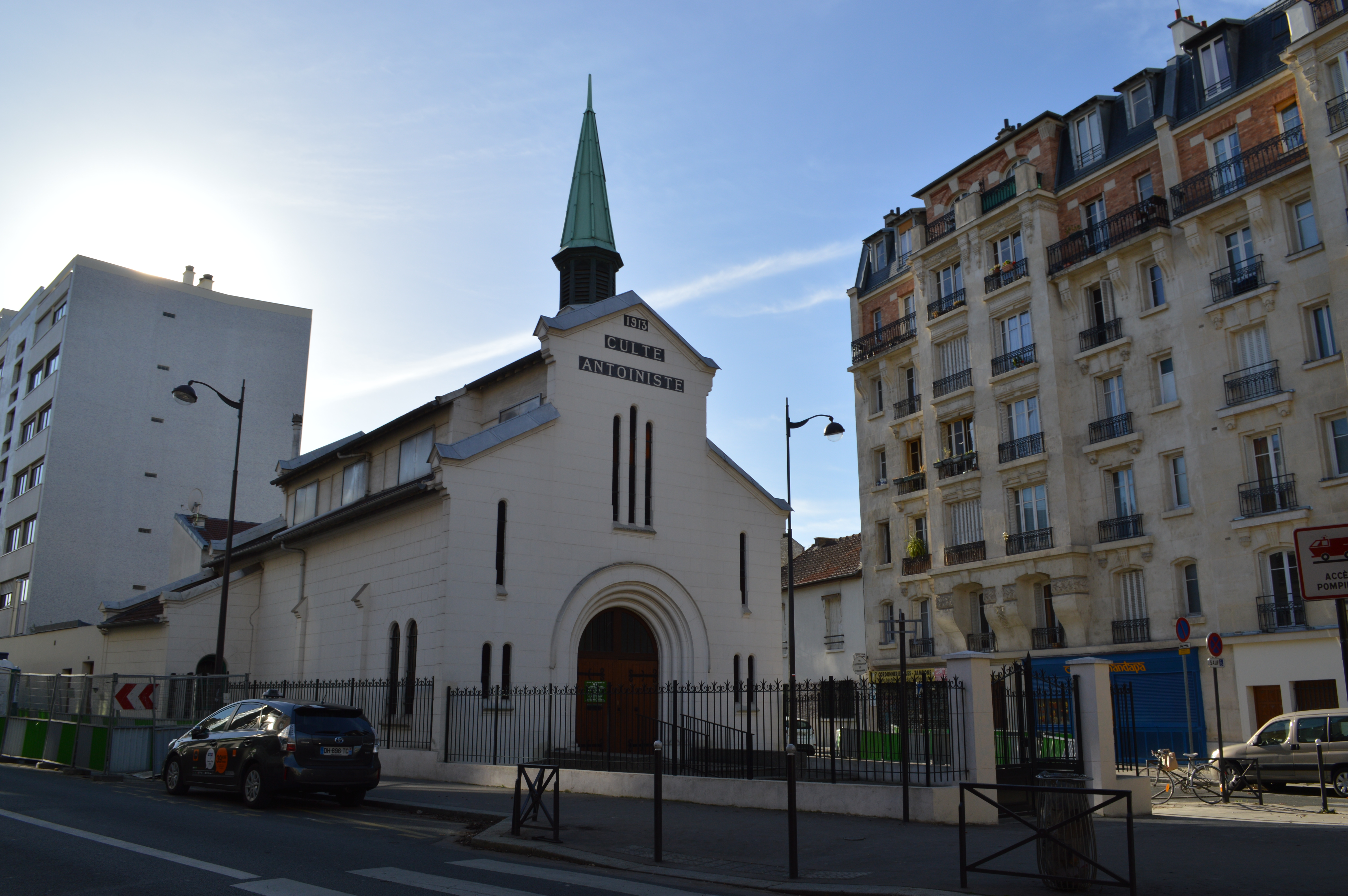
Le temple antoiniste.